# Рубен Алехандро Рамірес
Рубен Алехандро Рамірес (ісп. Rubén Alejandro Ramírez; нар. 18 жовтня 1995, Каракас) — венесуельський футболіст, захисник перуанського клубу «Куско» та національної збірної Венесуели. Виступав також за низку венесуельських і закордонних клубів.

## Клубна кар'єра
Рубен Алехандро Рамірес народився 1995 року в місті Каракас, та є вихованцем футбольної школи клубу «Каракас». Професійну футбольну кар'єру розпочав 2012 року в основній команді того ж клубу, в якій грав до 2013 року, проте провів за клуб лише 2 матчі чемпіонату.
У 2013 році футболіст став гравцем клубу «Карабобо», в якому до 2015 року зіграв лише 11 матчів. У 2015—2016 матчах Рамірес грав у складі команди «Естудіантес де Каракас». У 2016—2017 роках захисник був у складі клубу по «Депортіво Ла Гвайра», проте в цій команді практично не грав. У 2017 році Рубен Рамірес грав у складі команди «Депортіво Ансоатегі», де зумів стати гравцем основного складу команди. У 2018 році футболіст перейшов до складу клубу «Атлетіко Венесуела», який за короткий час віддав гравця в оренду до нідерландського клубу «Фортуна» (Сіттард). У 2019—2020 році Рамірес грав у складі вірменського клубу «Урарту», після чого повернувся на батьківщину до клубу «Монагас».
З початку 2024 року Рубен Алехандро Рамірес грає у складі перуанського клубу «Куско». Станом на листопад 2024 року відіграв за команду з Куско 33 матчі в національному чемпіонаті.

## Виступи за збірні
Протягом 2014—2015 років Рубен Алехандро Рамірес залучався до складу молодіжної збірної Венесуели. На молодіжному рівні зіграв у 5 офіційних матчах.
У 2024 році Рубен Рамірес дебютував у складі національної збірної Венесуели. Станом на листопад 2024 року зіграв у складі національної збірної 2 матчі, в яких відзначився 1 забитим м'ячем.